# STS-55
STS-55, voluit Space Transportation System-55, was een spaceshuttlemissie van de Columbia. Tijdens de missie werd onderzoek gedaan in de Spacelab module.

## Bemanning
| Positie            | Lancering                        | Landing                          |                                  |
| ------------------ | -------------------------------- | -------------------------------- | -------------------------------- |
| Bevelhebber        | Steven Nagel 4e ruimtevlucht     | Steven Nagel 4e ruimtevlucht     |                                  |
| Piloot             | Terence Henricks 2e ruimtevlucht | Terence Henricks 2e ruimtevlucht |                                  |
| Missiespecialist 1 | Jerry Ross 4e ruimtevlucht       | Jerry Ross 4e ruimtevlucht       |                                  |
| Missiespecialist 2 | Charles Precourt 1e ruimtevlucht | Charles Precourt 1e ruimtevlucht | Charles Precourt 1e ruimtevlucht |
| Missiespecialist 3 | Bernard Harris 1e ruimtevlucht   | Bernard Harris 1e ruimtevlucht   | Bernard Harris 1e ruimtevlucht   |
| Ladingspecialist 1 | Ulrich Walter 1e ruimtevlucht    | Ulrich Walter 1e ruimtevlucht    | Ulrich Walter 1e ruimtevlucht    |
| Ladingspecialist 2 | Hans Schlegel 1e ruimtevlucht    | Hans Schlegel 1e ruimtevlucht    | Hans Schlegel 1e ruimtevlucht    |

## Media

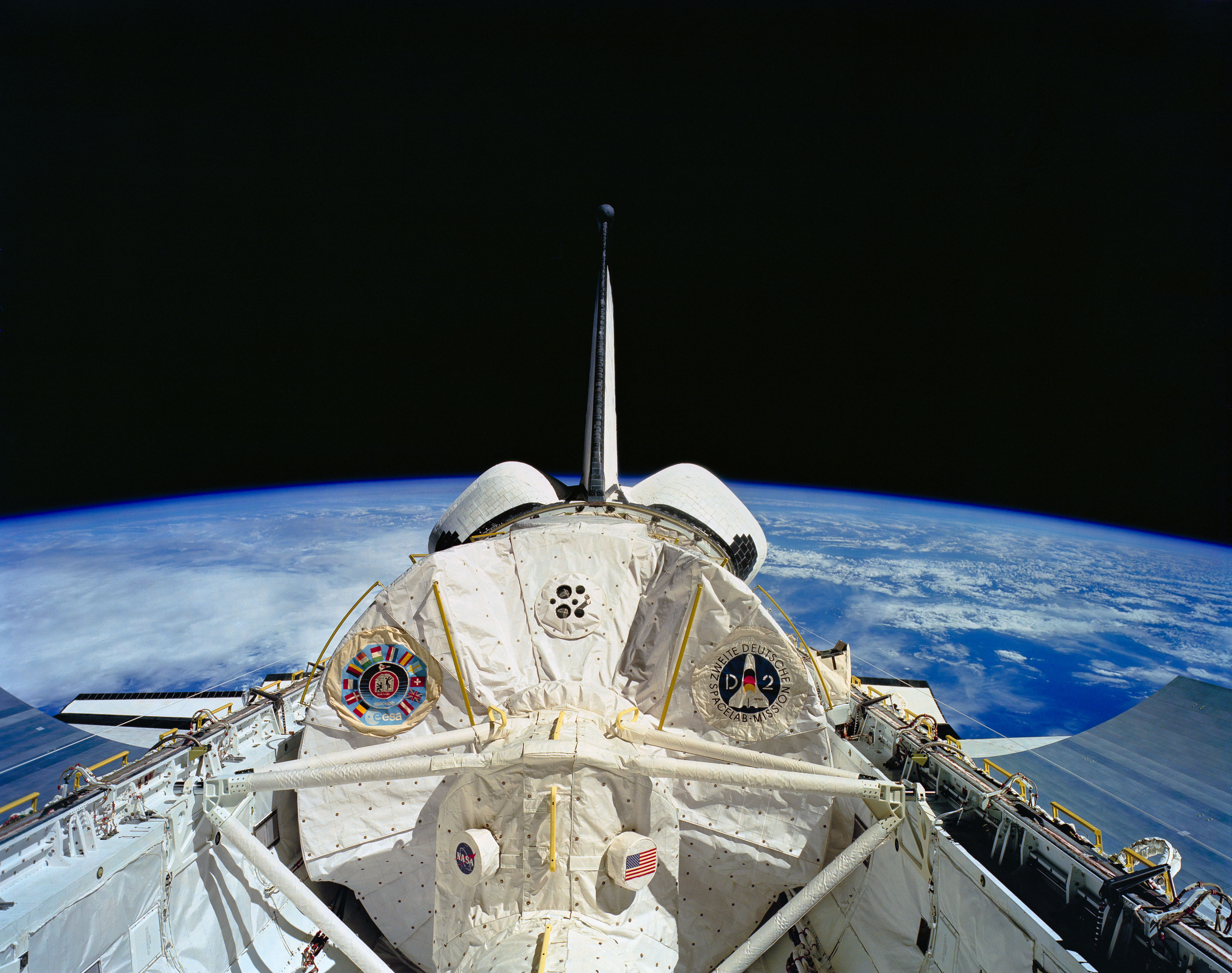
Spacelab aan boord van de Columbia